# 伊萨尔河
伊萨尔河（發音：[ˈiːzaʁ] ⓘ）是奥地利蒂罗尔州和德国巴伐利亚州境内的一条河流，全长295千米，两岸最重要的城市有慕尼黑、弗赖辛和兰茨胡特。伊萨尔河本来是一条典型的山地和阿尔卑斯山脉前部地区河流，其河床宽阔，不断变道，岸边有很宽的石滩和多条走道。今仅剩一条河道，只在上游及少数地区保存了它原始的状态。伊萨尔河的平均年流量为175m³/s，是继多瑙河、因河和萨尔察赫河之后巴伐利亚第四大河。

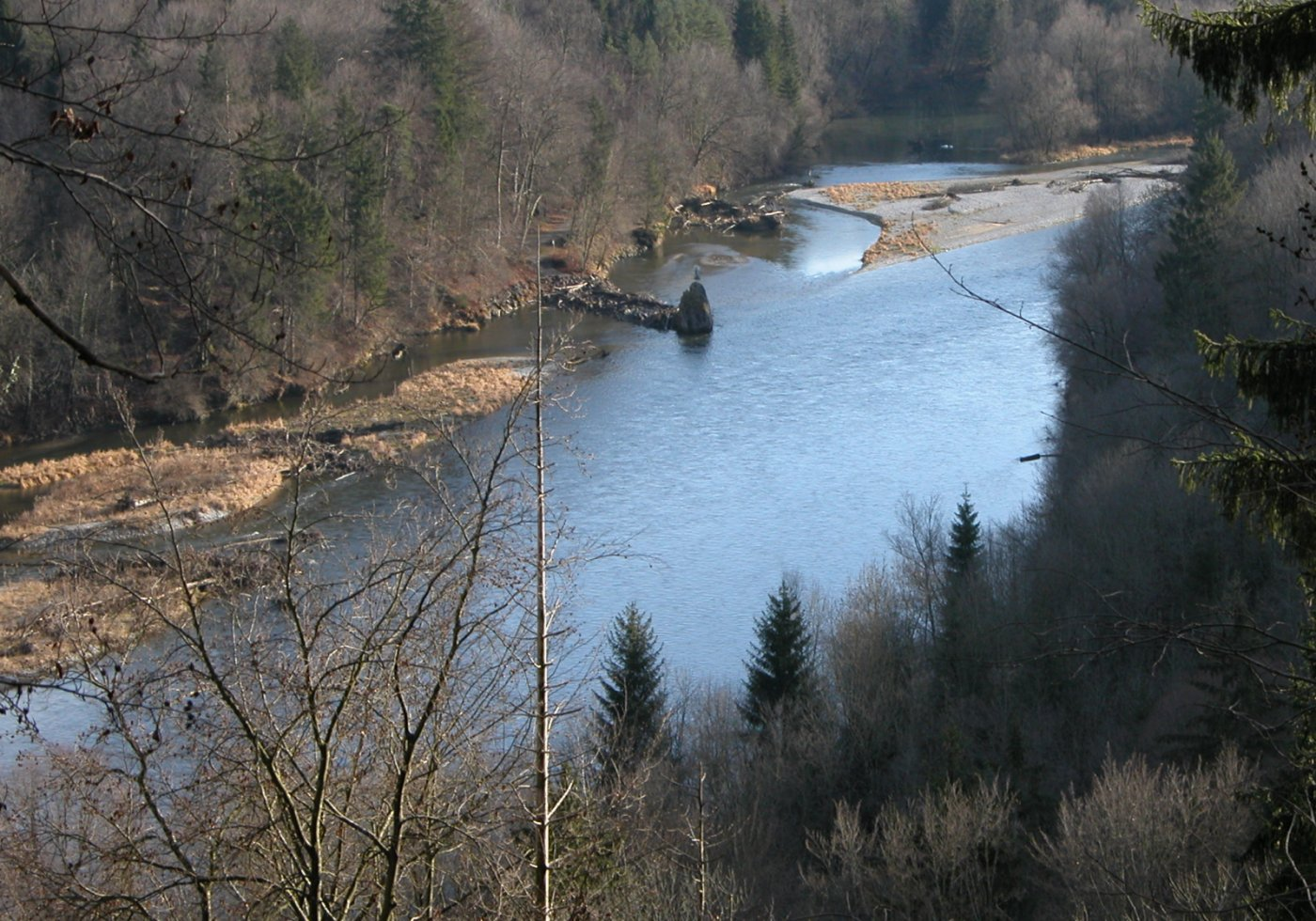
慕尼黑以南的伊萨尔河

## 词源
一种理论认为，“Isar”一名源于印欧语*es或*is，意为“流动的水”，该词后来在原始日耳曼語中特指“冻结的水”（今英语“ice”、德语“Eis”）。“伊萨尔”一名在763年以“Isura”的形式首次被提及。与之相关的地名包括：
- 意大利艾薩克河（Eisack）
- 西班牙埃塞拉河 (Ésera)
- 西班牙城镇伊萨尔（Isar）
- 意大利伊绍罗河（Isauro）
- 法国伊泽尔河（Isère）
- 奥地利伊瑟尔河（英语：Isel (river)）（Isel）
- 荷兰艾瑟尔河（IJssel）
- 比利时艾泽尔河（IJzer/Yser）
- 意大利伊松佐河（Isonzo）
- 捷克伊泽拉河（Jizera）

## 地理

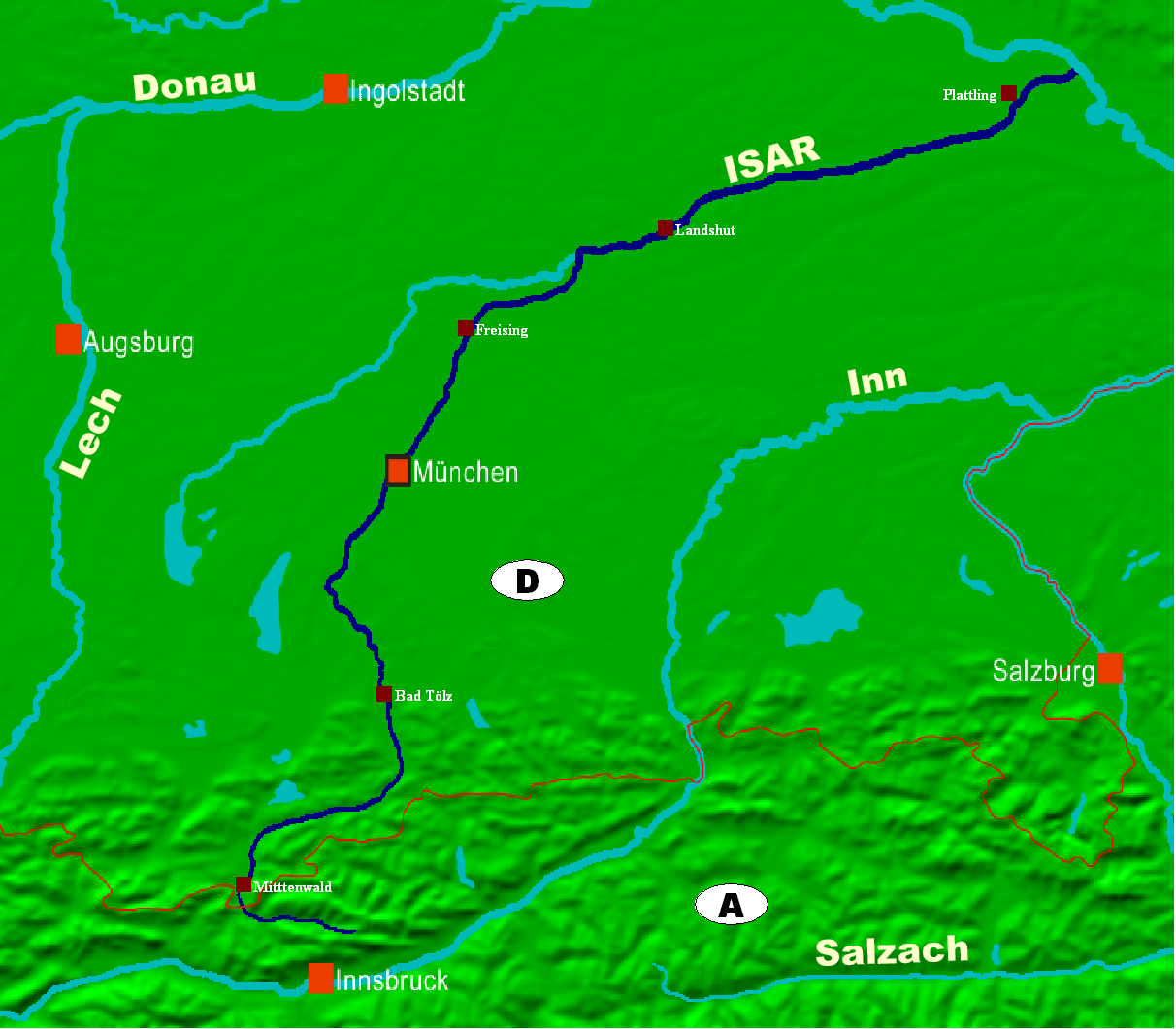
伊萨尔河河道
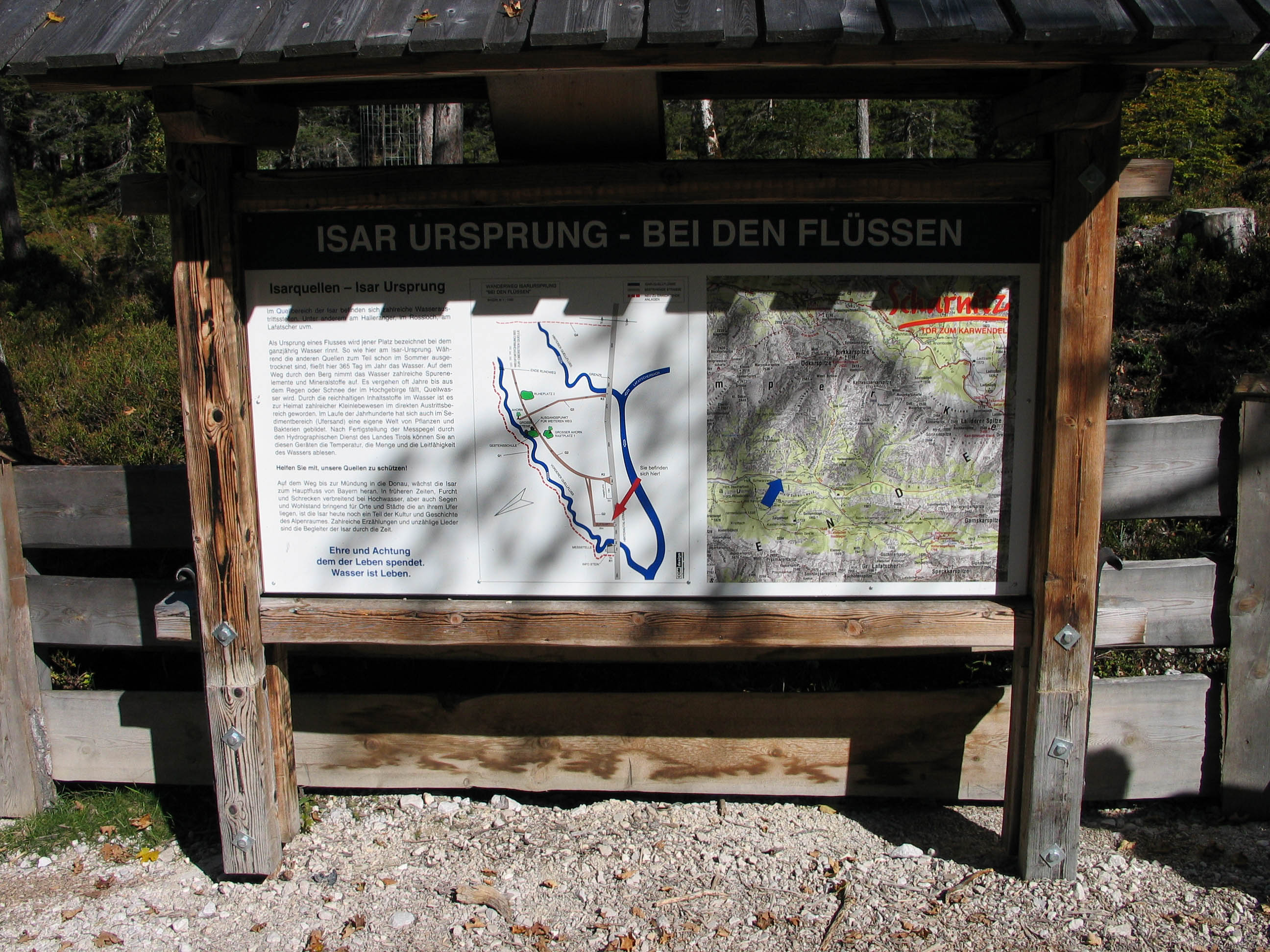
伊萨尔河源头的说明板

伊萨尔河流经巴伐利亚阿尔卑斯山的大部分地区和卡文德尔山的部分地区。
伊萨尔河流域面积约为9,000平方千米。除了较大的支流洛伊萨赫河和安珀河外，还有许多较小的河流流入伊萨尔河。冬季，阿尔卑斯山脉的大部分降水都会变成雪。融雪会使春季融雪期间伊萨尔河的流水量增加。河口的平均流量为174立方米/秒。
伊萨尔河的官方源头位于卡文德尔山区沙尔尼茨村以东的欣特奥谷，海拔1160米。拉瓦奇河（Lavatschbach）是伊萨尔河最长的源头。年轻的伊萨尔河的另一个源头是比尔卡河（Birkkarbach），其发源于比爾卡峰。
伊萨尔河在距沙尔尼茨以北约22千米处进入上巴伐利亚。伊萨尔河的第一座水坝筑于米滕瓦尔德和克林之间。伊萨尔河的部分水流通过里斯河流入瓦爾興湖。伊萨尔河水流入瓦尔兴湖水电站的巨型落水管。瓦尔兴湖水力发电站将水排入科赫爾湖，然后流入伊萨尔河第二大支流洛伊萨赫河。
伊萨尔河下游不远处有一座大型水库，名为敘爾文施泰因水庫，位于伦格里斯以南约12千米处，建于1954年-1959年间。该水库旨在增加发电量并避免洪水泛滥，其曾防止过慕尼黑的洪水，例如1979年、1999年以及最近的2005年的三次洪水。伊萨尔河在巴特特尔茨流出巴伐利亚阿尔卑斯山，标志着该河从上游过渡至中游。
伊萨尔河流经亚高山冰川冰碛景观，流向沃尔夫拉茨豪森。洛伊萨赫河在沃尔夫拉茨豪森以北流入伊萨尔河。伊萨尔河继续流经慕尼黑砾石平原，最终流入慕尼黑市内。再往下游，河流经过弗赖辛，之后安珀河在莫斯堡流入伊萨尔河，其为伊萨尔河最大支流。伊萨尔河的下游从这里开始。
流经兰茨胡特后，伊萨尔河穿过下巴伐利亚的第三纪丘陵地区，一直流入多瑙河。

### 岛屿
伊萨尔河上的大多数小岛和沙丘每年受洪水冲击不断改变其范围和形状。但是在大城市从19世纪开始一些比较大的岛屿被巩固。其中比较著名的有慕尼黑的博物馆岛。

## 历史

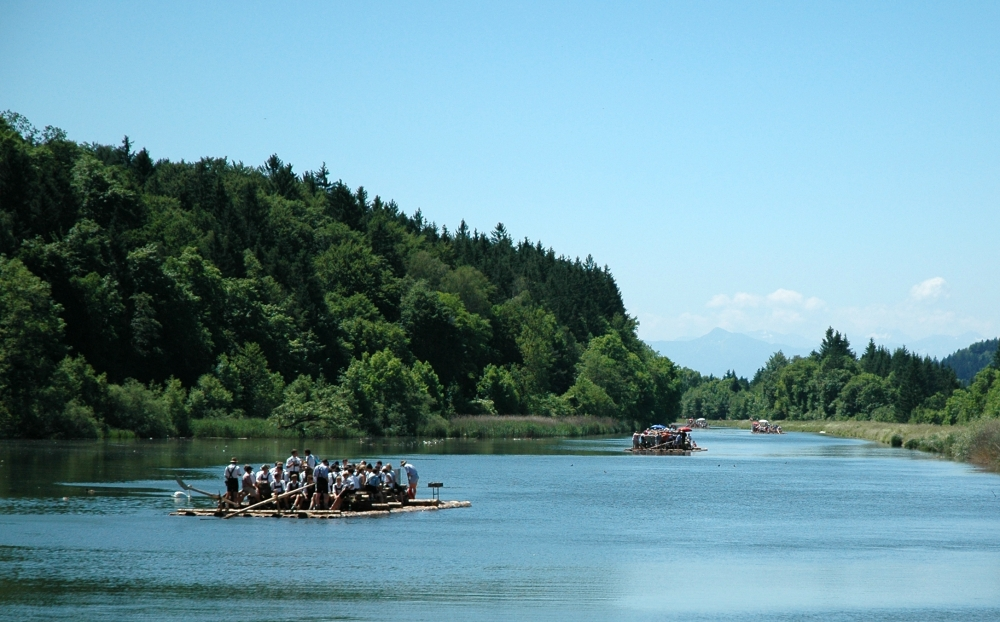
伊萨尔河上的木筏
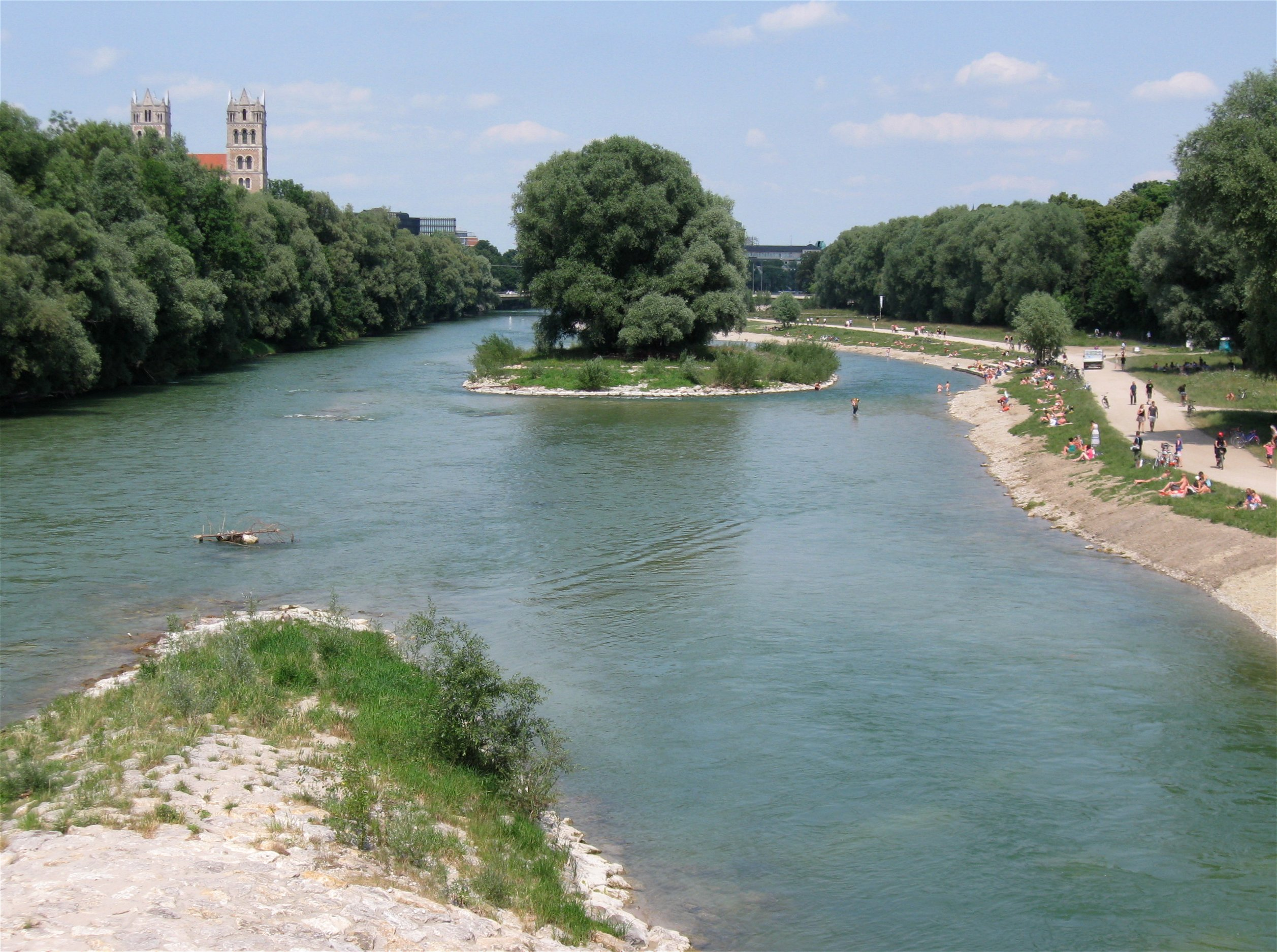
慕尼黑市内加固和改直的河道
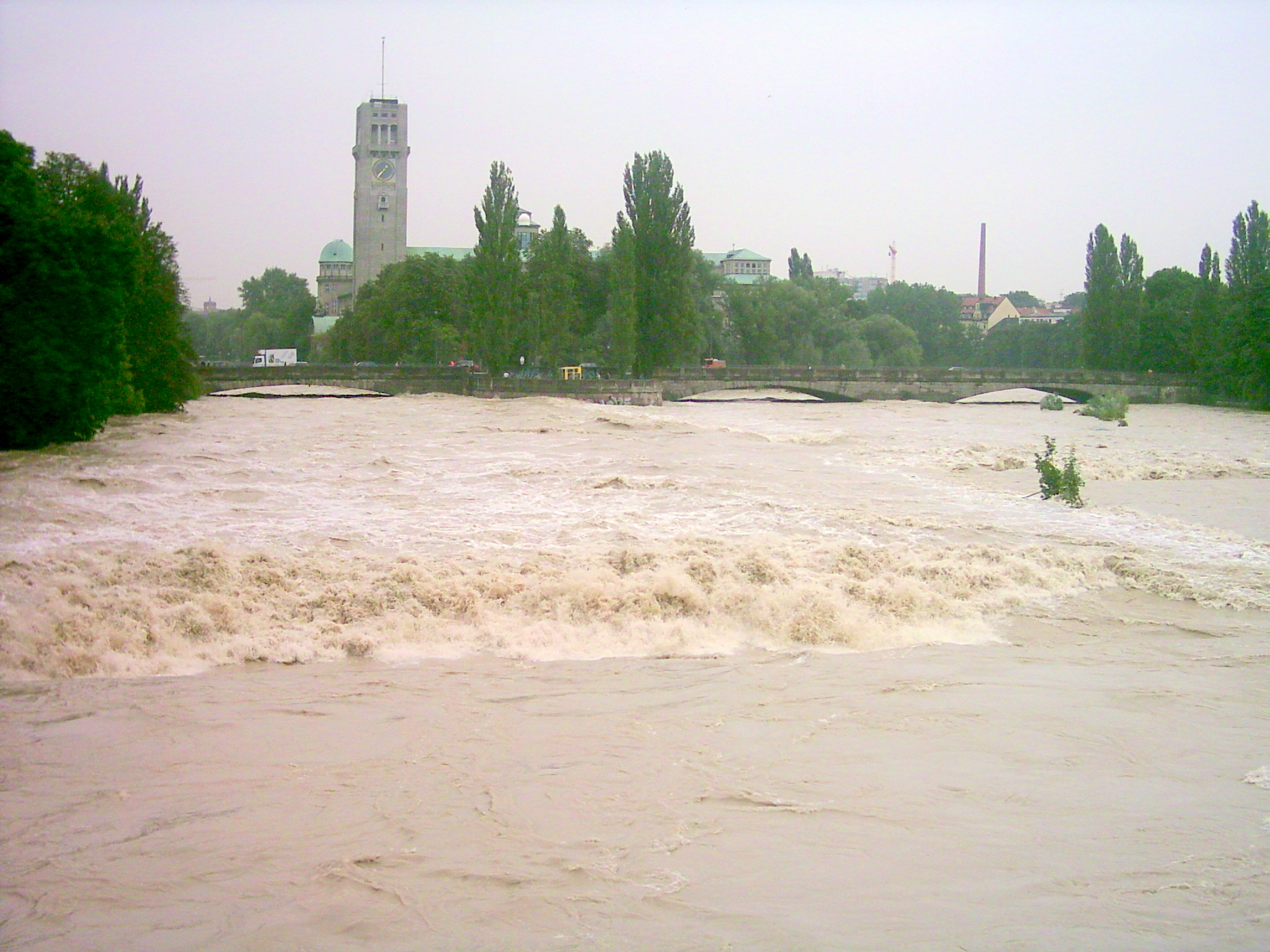
2005年8月24日大水时的景象
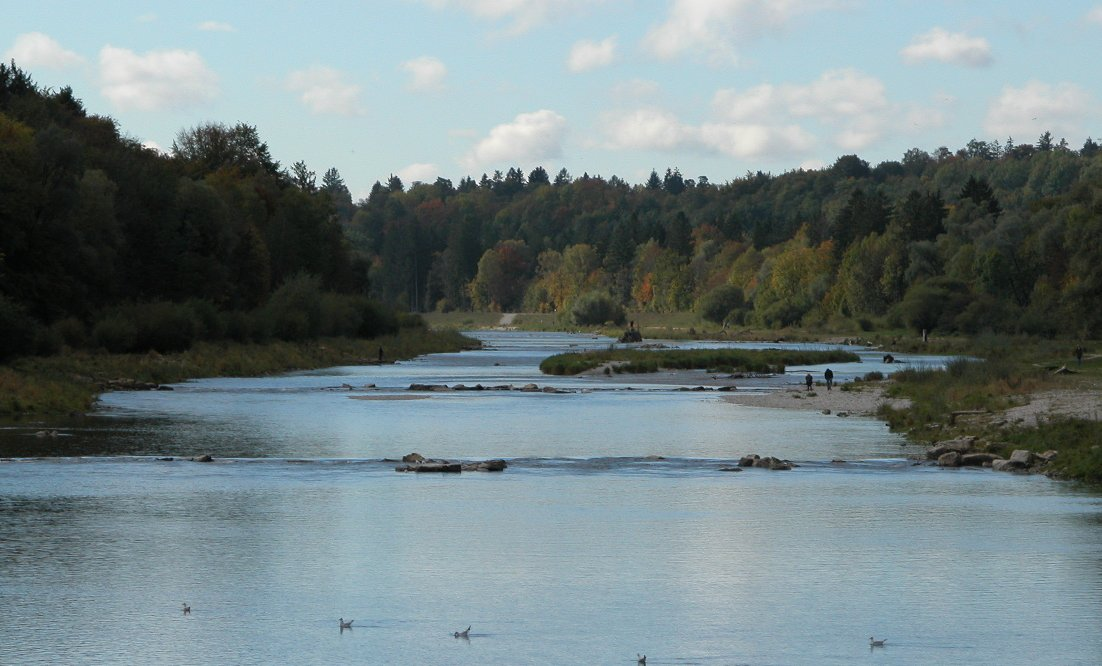
慕尼黑市附近重新自然化的河道

伊萨尔河可能在史前就被用来作为水道运送从意大利越过阿尔卑斯山脉运来的货物。当时的运输工具可能是木筏。195年罗马人将从因河谷通过塞费尔德山口通到阿尔卑斯山北的道路加阔为一条帝国大道。米滕瓦尔德由此从一个小小的罗马驿站转化为一个重要的商品转运（从陆道转运到水道上）城市。
为了改善陆上交通，罗马人在伊萨尔河上还造了一些木桥。慕尼黑以南从奥格斯堡通往萨尔茨堡的罗马大道上可能就已经有桥了。在这些桥梁上控制来往货物非常容易，尤其是收税的便利地方。在中世纪慕尼黑、兰茨胡特等城市的建立就直接与造桥有关，它们的建立与地区贵族之间的权利和经济斗争息息相关。随着货物交通的扩展对造木筏所需要的木头和石灰的需求量也增大，在巴伐利亚山地制筏业成为重要工业。17世纪从威尼斯市场上运来的水果、香料、棉花和丝绸在米滕瓦尔德转运到木筏上一直运到维也纳和布达佩斯。19世纪顶峰时期每年有8000多座木筏到达慕尼黑。
从中世纪开始人们也开始建造水磨来利用伊萨尔河的水力。为了保障流过水磨的水位平稳，人们在慕尼黑将水导入小渠。这些水渠也被用来作为水源和阴沟以及用来给中世纪的护城河灌水。每年的洪水往往会导致灾难，比如1813年在慕尼黑的一座桥被洪水冲垮，上百在上面看热闹的人丧身。从1806年开始政府开始加固河床，其结果是河床加深。在1920年代人们还开始利用水力发电。从1954年到1959年敘尔文施泰因水库被建立，这个措施很受争议。近年来人们在一些地方开始恢复伊萨尔河原始的状态。
16世纪和17世纪在伊萨尔河下游有过淘金，但是获得的贵金属非常少，其经济意义微不足道。
1946年10月16日，紐倫堡審判後遭處以絞刑的11名納粹德國戰犯，在慕尼黑的奧斯特弗里德霍夫火化後，骨灰灑於此。

## 环境保护
自20世纪20年代起，人们开始利用伊萨尔河的水力发电，其结果不但对当地的动植物、而且也对人有很大的影响。为了保障河道上28座水电站得直水力河水被不断分开。比如从1923年开始瓦尔兴湖几乎全部被输到瓦尔兴湖发电厂，以至于在水位比较低的时候原来的河床干枯。从1990年开始水电厂保障原来的河道至少有4立方米/秒的水流。敘尔文施泰因水库的建造以及从19世纪开始在城市里对河床的改造也改变了河流原来的性质。敘尔文施泰因水库建成后其下游河水没有再蔓延出堤坝过。
近年来人们开始在一些河段上恢复伊萨尔河原始的状态。比如在慕尼黑南部约八千米的河段被自然化。河床被放宽、放平。同时原有的堤坝被加高、加宽和加固。
这个措施除改善了抗洪能力外，还提高了这段河道作为修养地区的价值。通过改善沿岸的污水处理厂今天伊萨尔河水达到德国二级水（中等污染）的标准。慕尼黑及其周边城镇决定努力将伊萨尔河水改善到可以游泳。通过在污水处理厂装设紫外线来杀菌水中细菌的数目得以骤减。但由于降雨时陆地上的水大量冲入河中，因此水的质量无法保持恒定。今天慕尼黑河两岸的感染警告的牌子虽然全部被拆除，但是水的质量依然无法达到一级的水平。
伊萨尔河畔有一系列自然保护区和风景保护区，一些石滩被指定为鸟类保护区。这些保护区是迁徙的水鸟的重要休息地，至今为止在伊萨尔河畔已经记录到260多种不同的鸟类，其中包括受危害的普通燕鸥和蓝点颏。

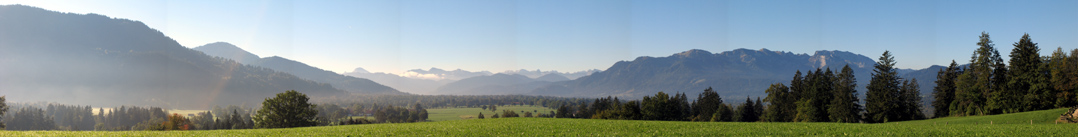
巴特特尔茨附近的伊萨尔河谷

早在1902年在慕尼黑就已经成立了一个伊萨尔河谷俱乐部，其目的在于保存伊萨尔河的美景。这是慕尼黑第一个公民行动组织。今天这个组织在伊萨尔河畔买下了90多公顷的地，将它们原始化，并且承担对330千米长的步行路和自行车路的维护。

## 动植物
伊萨尔河的动植物直接受人类对河流的改变的影响。通过建筑水坝水流速度降低，水温升高，使得河里喜欢多氧、凉快的鱼类被喜欢热水的鱼类排挤掉。同样由于水速减小河边的石滩被颠覆的几乎减小，导致许多植物在这些石滩上生长，本来喜欢在开旷的石滩上筑巢的鸟失去了其生活地区。
但同时重建原始状态的试图也会导致生态系统的变化。比如在伊萨尔河的支流安珀河的研究证明保护被列入受威胁的普通秋沙鸭同时导致欧洲茴鱼数目的减少。同样保护鸬鹚与鱼类数目也息息相关，始终是渔人和鸟类保护者之间的争论之处。
1976年人们开始在伊萨尔河三角洲重新放生河狸，从这里河狸向上游进发，有一只河狸甚至直接住在德国博物馆附近。
部分伊萨尔河内的鱼受威胁，比如多瑙哲罗鱼和欧洲六须鲶，除这些鱼外主要以鳟鱼和鲈形目鱼类为主，其它鱼有杜父鱼、狗鱼、高体雅罗鱼、拟鲤、江鳕、丁鱥等。尤其在下游伊萨尔河拥有典型的多瑙河鱼类，比如七鳃鳗和鲟鱼。伊萨尔河内总共有约50种当地的鱼种。总的来说从源泉到注入多瑙河伊萨尔河可以分三个阶段：从源头到伦格里斯为鳟鱼地区，从伦格里斯到穆尔堡为茴鱼地区，从这里以下为鲤鱼地区。

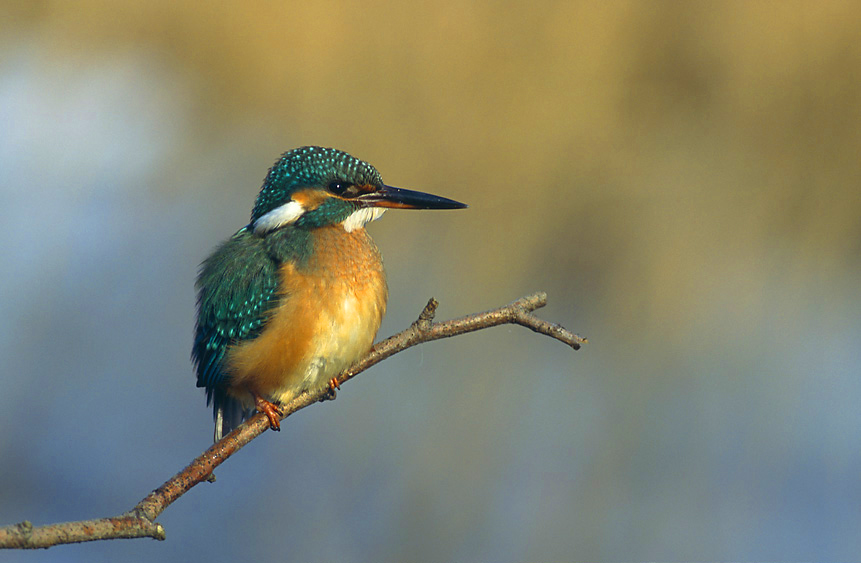
普通翠鸟生活在伊萨尔河畔

除常见的鸟类如鸥、天鹅和绿头鸭外伊萨尔河还为许多稀有的鸟类提供生活环境。河乌、普通翠鸟、苍鹭和金眶鸻在这里均可见。普通燕鸥和矶鹬比较少见，它们被列入滨危。这些鸟的巢在石滩上伪装非常好，许多游人踩在上面了还没有发觉。为了保护这些鸟类从每年3月15日到8月10日禁止进入鸟类保护区。
在河岸和石滩上有大蟾蜍、捷蜥蜴和蛇蜥等动物生活，蛇类包括极北蝰、水游蛇和欧洲游蛇。
尤其在上游，但有时也在中游，通过风化和沉积会有新的地面出现。这些地方首先由先锋树种占据，这些物种中包括山柳菊、水柏枝和阿尔卑斯山柳穿鱼等。假如这些地面不被下一次洪水冲走的话过几年就会有宽叶仙女木、刺柏属和柳属植物立足。最后这里会形成疏散的松树林。

## 经济
过去伊萨尔河是重要的内河水道，随着铁路和汽车的发明它逐渐失去了这个作用。今天伊萨尔河无法通航。伊萨尔河的水力被用来发电，不过它发的电不到巴伐利亚总发电量的1%，因此意义不十分重要。伊萨尔河水被用来冷却伊萨尔核电站的两座反应堆，因此间接对发电有作用，这两座反应堆发的电相当于巴伐利亚用电的40%。

### 能源
伊萨尔河上的所有水力发电站的总发电量为每年20亿千瓦小时。
兰茨胡特以东的伊萨尔核电站使用伊萨尔河的水来冷却其反应堆，其中二号压水反应堆的冷却塔每秒钟蒸发800升水，一号沸水反应堆不蒸发水，冷却后的水温提高三度，然后被送回伊萨尔河。

### 旅游

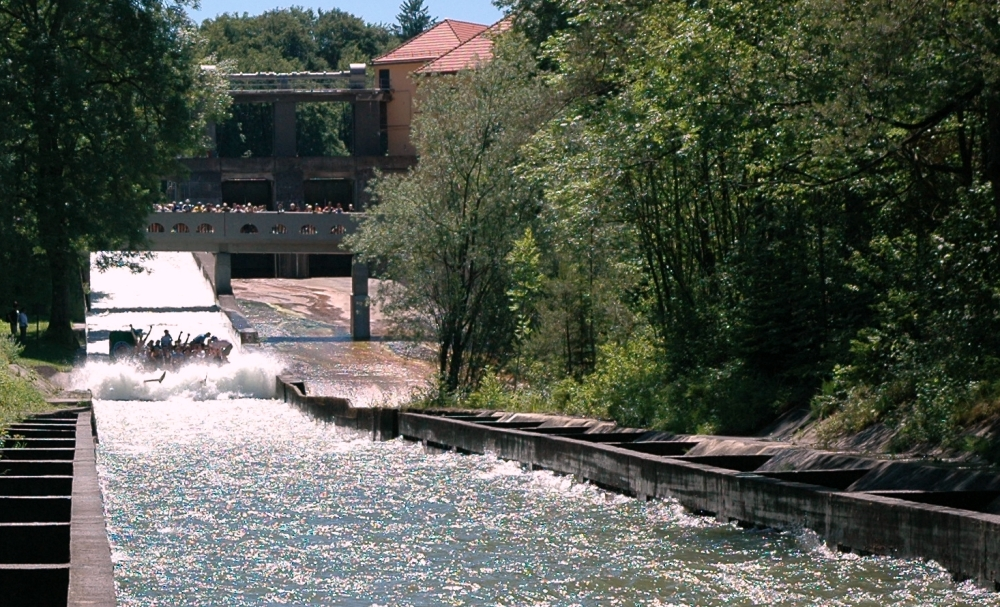
欧洲最长的木筏水道

除慕尼黑和其它值得观赏的城市外伊萨尔河畔还有许多风景区和自然保护区值得观赏。两岸大多数阶段有自行车路，游人可以直接从阿尔卑斯山骑车到多瑙河。伊萨尔河自行车道是比较简单和不费力的段落。
近几十年来木筏也成为旅游的一个游点。每年夏季五万多游客乘木筏沃尔夫拉茨豪森一直到慕尼黑，全长25千米。在水坝有专门为木筏设置的水道，其中最大的长360米，落差18米，是世界上最大的木筏专用水道。这些木筏上有乐队、座椅、啤酒、小吃，甚至于厕所，总重量20吨。在到达慕尼黑后它们被分解为其组成部分，然后用卡车运到出发点重新组装后再次使用。
在有些地方伊萨尔河上可以划船。慕尼黑市内的部分水段上不准划船和滑水。
伊萨尔河畔部分地区可以裸泳，慕尼黑市南有一块官方指定的裸泳区，不过在慕尼黑市内也会有市民不顾市政府规定在伊萨尔河中裸泳或者完全赤裸地晒太阳。

## 艺术、文学和音乐

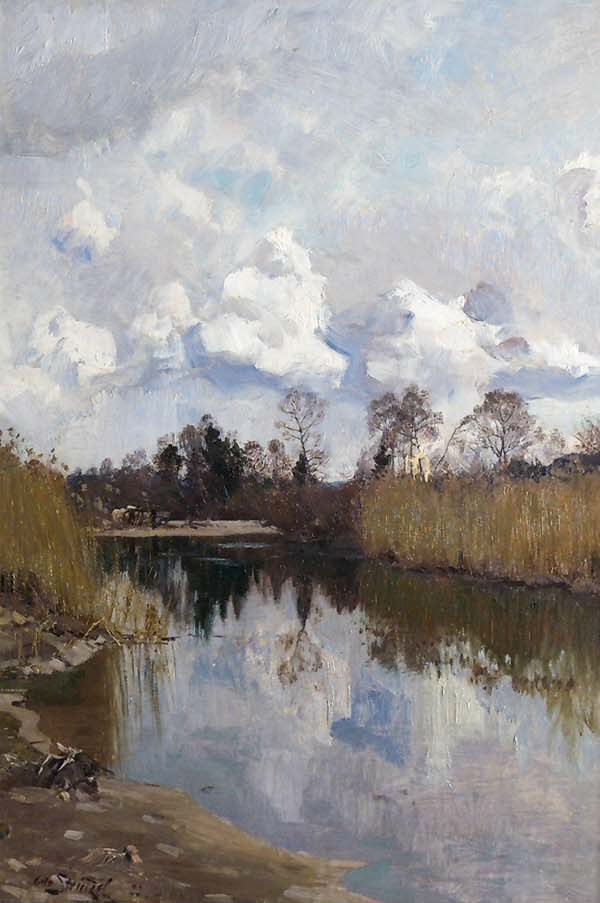
奥托·施特吕策尔的《伊萨尔河水》，1908年

早期的伊萨尔河的画全部是有宗教背景的，最早的是伦格里斯雅科布教堂里一副圣坛装饰画，成画于1480年，画家不明，其内容是聖雅各受难的故事，但是画家将这个事件从耶路撒冷搬到了伊萨尔河畔。
19世纪慕尼黑的一些画家使用伊萨尔河作为他们的画的内容。这些现实主义画家的画同时也是非常重要的历史纪录，从中今天可以看出过去伊萨尔河的景象和性格。
路德维希·冈霍费尔在他的小说中描写伊萨尔河畔的生活，现代作家中也有不少写关于伊萨尔河的情况的。
创作歌手维利·米希尔在他的布鲁斯歌《伊萨尔闪光》中唱伊萨尔河的美丽：“……夏日照在白色的卵石上，旁边就是绿宝石似的河水，假如时间就这样停止的话，那么伊萨尔闪光就是天堂”。

## 外部連結
- Tourist Information: Sights of Munich (Isar River) （页面存档备份，存于）